# 不動前駅

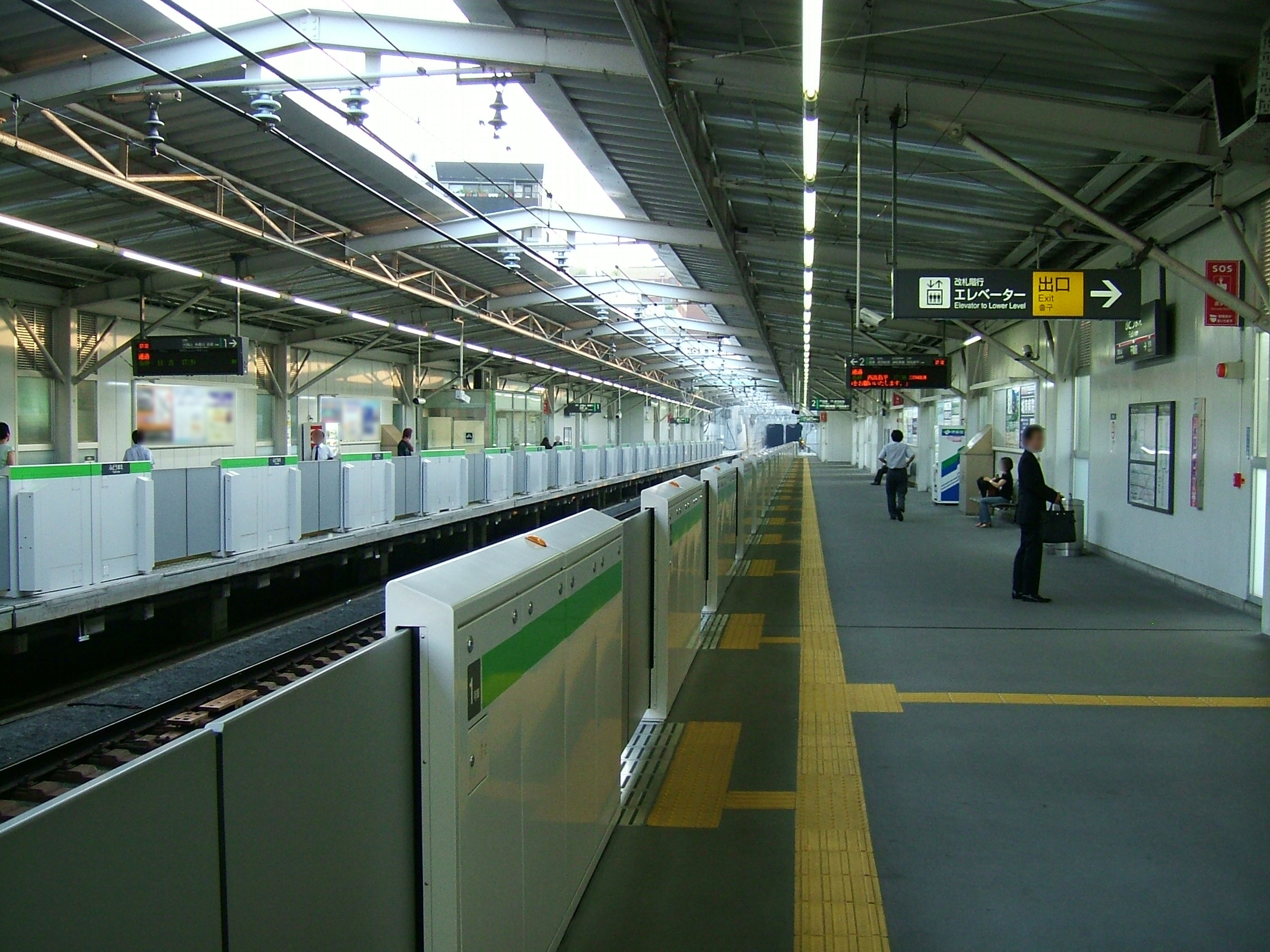
ホーム（2008年8月20日）

不動前駅（ふどうまええき）は、東京都品川区西五反田五丁目にある、東急電鉄目黒線の駅である。駅番号はMG02。

## 歴史
- 1923年（大正12年）
  - 3月11日：目黒不動前駅として開業[1]。開業時は貨物用ホームがあった[1]。
  - 10月：不動前駅に改称[1]。
- 1936年（昭和11年）5月：貨物用ホーム撤去[1]。
- 1995年（平成7年）10月4日：目黒駅 - 洗足駅間の連続立体交差事業に事業着手[2]。
- 1998年（平成10年）1月27日：目黒駅 - 洗足駅間の連続立体交差事業に伴い、環状6号線（山手通り）南側に仮移転[3]。
- 1999年（平成11年）10月10日：仮駅より戻して高架化[4]。
- 2000年（平成12年）8月6日：目蒲線が目黒線と東急多摩川線に分割され、当駅は目黒線の駅となる[5][6]。
- 2002年（平成14年）
  - 1月27日：下りエスカレーターを供用開始し、併せて下り列車の停止位置を13m目黒寄りに移動[7]。トイレを一旦改札外に仮設[7]。
  - 9月29日：ホームドアの使用を開始[8][9]。トイレを改札外から改札内に戻して多機能トイレを設ける[8]。
- 2003年（平成15年）1月28日：高架駅完成[2][10]。

### 駅名の由来
目黒不動尊として知られる瀧泉寺の最寄り駅として設置されたことに由来する。
「目黒不動前駅」からすぐに「不動前駅」に変更されているが、この近辺では目黒不動のことを「お不動さん」と言われていたことに着目した目黒蒲田電鉄専務取締役の五島慶太は、当駅が目黒不動への一番の最寄り駅であることをアピールするため、あえて紛らわしい「目黒」を抜いて「不動前駅」にして集客を増やしたとされる。
当駅から目黒不動尊までは約650メートル離れている（徒歩15分）。目黒不動尊は目黒区に位置するが、当駅は品川区にあるため、途中で区境を跨ぐこととなる。

## 駅構造
相対式ホーム2面2線を有する高架駅。駅舎にはドトールコーヒー、認証保育所（パレット保育園不動前）、不動前ステーション歯科・矯正歯科が入居している。なお、神戸屋は2021年3月15日閉店した。
当駅から武蔵小山駅までの間が2006年7月2日に地下化されたことで、目黒線は地下に立地する目黒駅を出るとすぐ地上部となり、当駅の直前で高架橋を走行し、当駅を出ると武蔵小山駅に向けてまた地下に入る構造となっている。
トイレは1階改札口内にある。ユニバーサルデザイン配慮の一環として、多機能トイレも設置されている。

### のりば
| 番線 | 路線   | 方向 | 行先                                   |
| ---- | ------ | ---- | -------------------------------------- |
| 1    | 目黒線 | 下り | 大岡山・日吉・新横浜・二俣川方面       |
| 2    | 目黒線 | 上り | 目黒・赤羽岩淵・浦和美園・西高島平方面 |

## 利用状況
2023年度の1日平均乗降人員は28,265人である。
近年の1日平均乗降・乗車人員の推移は下記の通り。
| 年度               | 1日平均 乗降人員 | 1日平均 乗車人員 | 出典     |
| ------------------ | ---------------- | ---------------- | -------- |
| 1990年（平成02年） |                  | 14,948           | [ * 1 ]  |
| 1991年（平成03年） |                  | 15,178           | [ * 2 ]  |
| 1992年（平成04年） |                  | 14,932           | [ * 3 ]  |
| 1993年（平成05年） |                  | 14,745           | [ * 4 ]  |
| 1994年（平成06年） |                  | 14,236           | [ * 5 ]  |
| 1995年（平成07年） |                  | 14,413           | [ * 6 ]  |
| 1996年（平成08年） |                  | 14,781           | [ * 7 ]  |
| 1997年（平成09年） |                  | 14,384           | [ * 8 ]  |
| 1998年（平成10年） |                  | 13,866           | [ * 9 ]  |
| 1999年（平成11年） |                  | 13,566           | [ * 10 ] |
| 2000年（平成12年） |                  | 13,989           | [ * 11 ] |
| 2001年（平成13年） |                  | 14,679           | [ * 12 ] |
| 2002年（平成14年） | 29,072           | 15,208           | [ * 13 ] |
| 2003年（平成15年） | 30,168           | 15,721           | [ * 14 ] |
| 2004年（平成16年） | 30,367           | 15,745           | [ * 15 ] |
| 2005年（平成17年） | 29,258           | 15,172           | [ * 16 ] |
| 2006年（平成18年） | 28,541           | 14,819           | [ * 17 ] |
| 2007年（平成19年） | 28,993           | 15,096           | [ * 18 ] |
| 2008年（平成20年） | 28,974           | 15,005           | [ * 19 ] |
| 2009年（平成21年） | 28,092           | 14,537           | [ * 20 ] |
| 2010年（平成22年） | 27,426           | 14,189           | [ * 21 ] |
| 2011年（平成23年） | 27,871           | 14,399           | [ * 22 ] |
| 2012年（平成24年） | 28,519           | 14,734           | [ * 23 ] |
| 2013年（平成25年） | 28,918           | 14,927           | [ * 24 ] |
| 2014年（平成26年） | 28,909           | 14,918           | [ * 25 ] |
| 2015年（平成27年） | 29,492           | 15,221           | [ * 26 ] |
| 2016年（平成28年） | 29,964           | 15,447           | [ * 27 ] |
| 2017年（平成29年） | 30,805           | 15,874           | [ * 28 ] |
| 2018年（平成30年） | 31,317           | 16,118           | [ * 29 ] |
| 2019年（令和元年） | 31,573           | 16,249           | [ * 30 ] |
| 2020年（令和02年） | 23,005           |                  |          |
| 2021年（令和03年） | 24,981           |                  |          |
| 2022年（令和04年） | 26,931           |                  |          |
| 2023年（令和05年） | 28,265           |                  |          |

## 駅周辺
駅周辺道路は道幅が狭く、一方通行が多い。駅前に少数の商店がある以外は、閑静な住宅街になっている。
- 品川区大崎第一地域センター
- 品川区立五反田図書館、品川区立五反田文化センター、教育センター
- 品川区立第一日野小学校
- 品川不動前郵便局
- 品川区立第四日野小学校
- 攻玉社中学校・高等学校[11]
- 目黒不動尊（瀧泉寺）[11]
- 安養院
- 氷川神社
- 林試の森公園[11]
- 桐ヶ谷斎場
- 東京日産自動車販売本社
- 不動前東急ストア
- オオゼキ目黒不動前店
- マルエツプチ不動前店
- THKショールーム
- 大崎郵便局
- TOCビル
- 目黒区立下目黒福祉工房
- 山手通り
- 首都高速道路中央環状線五反田出入口
- カツミ本社

## バス路線
駅前広場は狭く、路線バスは乗り入れていない。最寄りバス停留所は北東に約150メートル離れた山手通り沿いの東急バス「不動前駅入口」である。
- 渋41：大井町駅行・新馬場駅前行 / 渋谷駅行・清水行
- 渋42：大崎駅西口行 / 渋谷駅行・清水行
- 渋43：高輪ゲートウェイ駅行・品川駅行 / 渋谷駅行・清水行

## 隣の駅
東急電鉄
 目黒線
■急行
通過
■各駅停車
目黒駅 (MG01) - 不動前駅 (MG02) - 武蔵小山駅 (MG03)